# Centrolepis strigosa
Centrolepis strigosa är en gräsväxtart som först beskrevs av Robert Brown, och fick sitt nu gällande namn av Johann Jakob Roemer och Schult.. Centrolepis strigosa ingår i släktet Centrolepis och familjen Centrolepidaceae.

## Underarter
Arten delas in i följande underarter:
- C. s. pulvinata
- C. s. rupestris
- C. s. strigosa